# Veringenstadt
Veringenstadt ist eine Stadt im Landkreis Sigmaringen in Baden-Württemberg.

## Geographie
Veringenstadt liegt im Tal der Lauchert, eines Nebenflusses der Donau, zwischen Gammertingen und Sigmaringen. Das Stadtgebiet erstreckt sich auf der Mittleren Flächenalb, in die sich etwa 100 m teils steilhängig das Laucherttal eingeschnitten hat, auf einer Höhe von 609 m bis 817 m. Die Gemeindefläche beträgt 3125 Hektar.

### Geologie

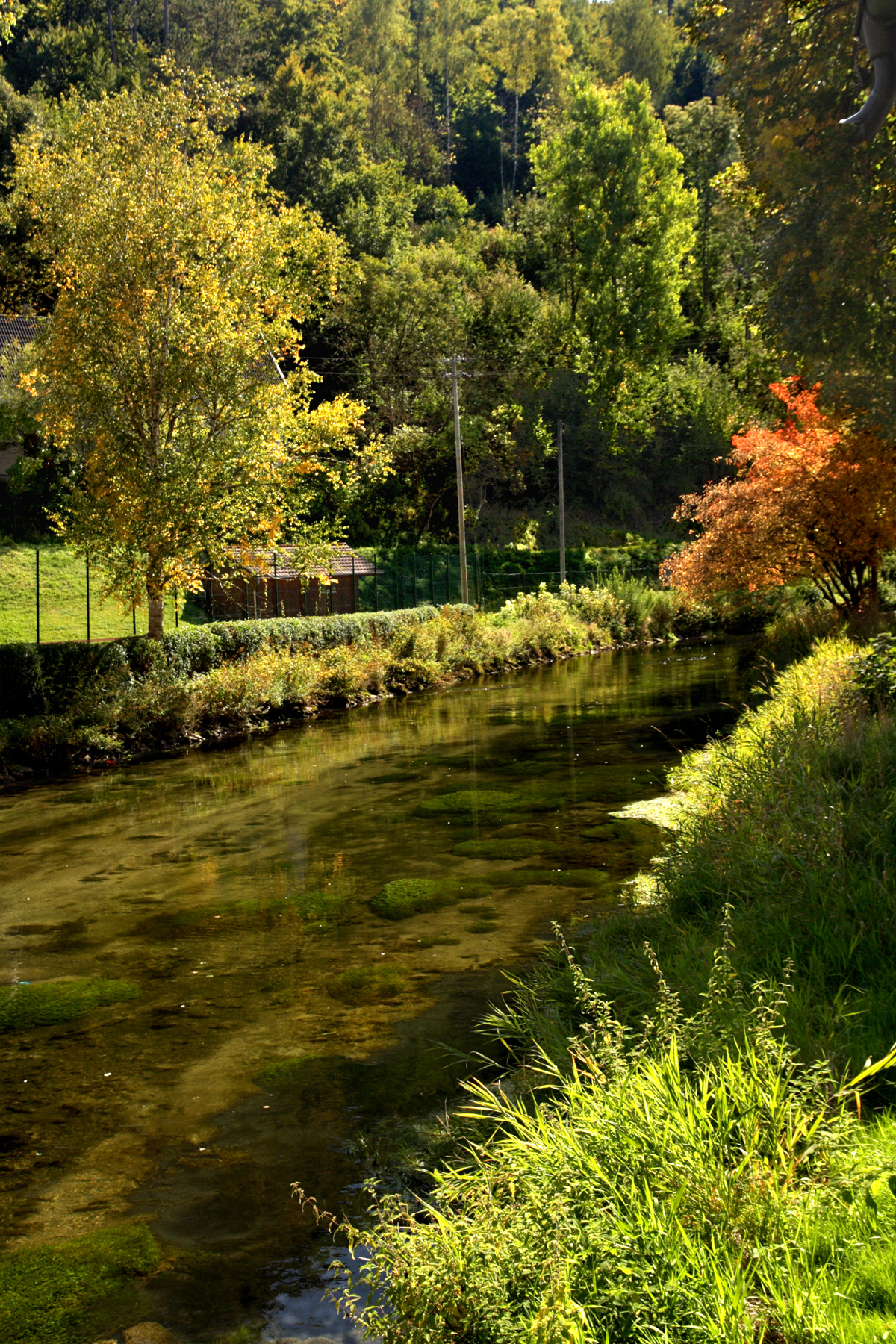
Lauchert in der Altstadt am Prallhang einer S-förmigen Flussschleife

Die Altstadt liegt gedrängt auf dem Gleithang der Lauchert, die eine große S-Schleife ausführt, um sich ihr Bett durch eine mächtige Massenkalkbarriere der sich hier vergitternden Hohenzollerngraben und Lauchertgraben zu erodieren. Der vor rund 5 Millionen Jahren erfolgte tektonisch markante Einbruch des Lauchertgrabens beginnt südlich der Altstadt und hat über elf Kilometer Länge bis südlich Jungnau. Östlich von Veringendorf ist ein versteinertes Schwammriff zu erkennen, das vor 140 Millionen Jahren entstand.

### Stadtgliederung
Die Gemeinde besteht aus der sehenswerten Altstadt sowie neu aus einer Industriesiedlung und der Siedlung mit den Häusern der dort Beschäftigten. Die 1,3 bzw. 1,8 km entfernten Stadtteile Hermentingen und Veringendorf sind Eingemeindungen.
| Wappen        | Stadtteil                 | Einwohner (Stand: 15. Januar 2011) | Fläche ha |
| ------------- | ------------------------- | ---------------------------------- | --------- |
| Veringenstadt | Veringenstadt (Kernstadt) | 1611                               | 1523      |
| Hermentingen  | Hermentingen              | 147                                | 488       |
| Veringendorf  | Veringendorf              | 504                                | 1052      |

### Schutzgebiete
Veringenstadt hat Anteile an den Landschaftsschutzgebieten Büttnau und Laucherttal mit Nebentälern. Die Lauchert ist zudem auch als FFH-Gebiet Gebiete um das Laucherttal ausgewiesen. Um Veringendorf liegen zudem zwei kleine Teilgebiete des Vogelschutzgebiets Südwestalb und Oberes Donautal.
Veringenstadt liegt außerdem im Naturpark Obere Donau.

## Geschichte

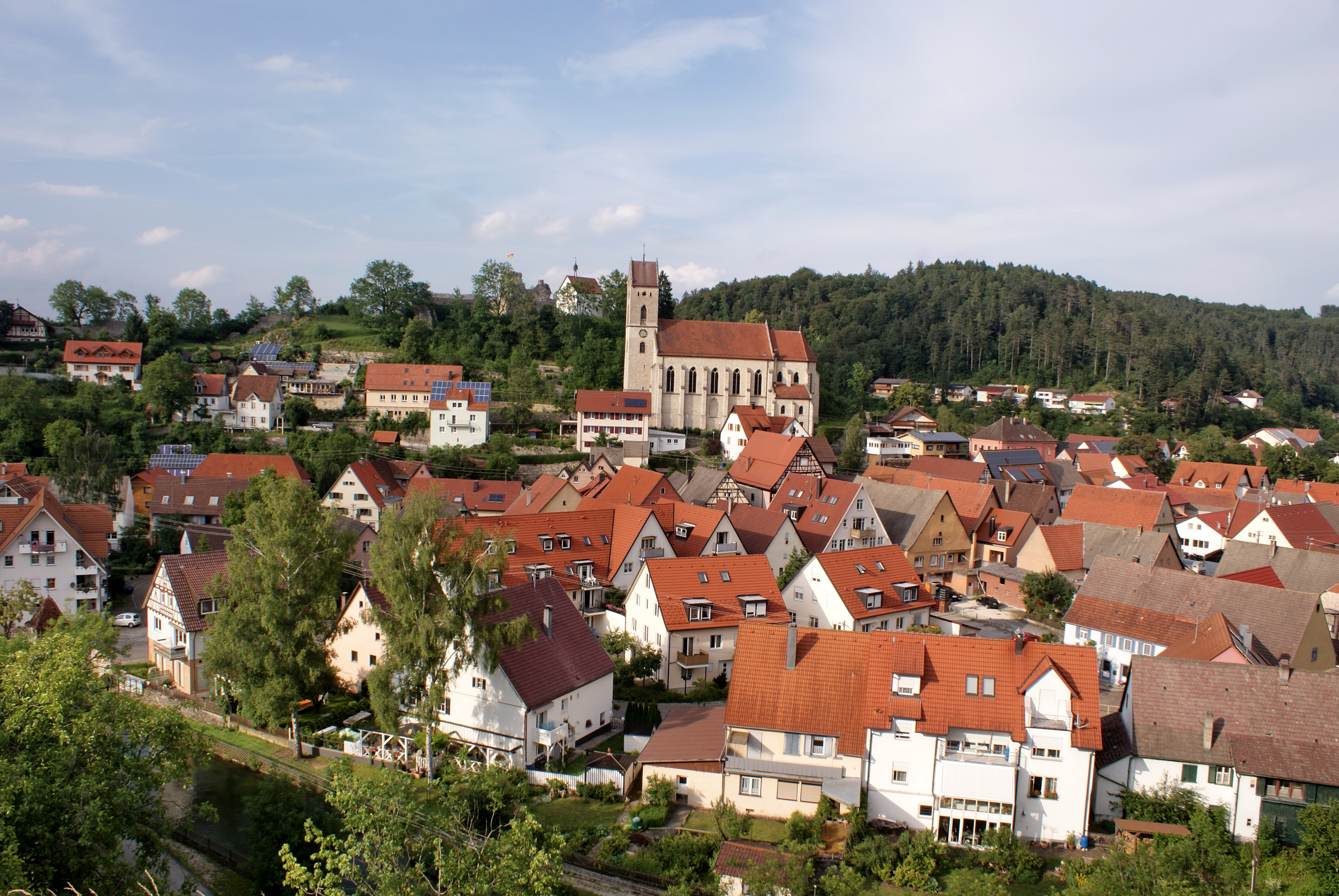
Blick über Veringenstadt mit Burg der Grafen von Veringen und der Stadtpfarrkirche St. Nikolaus

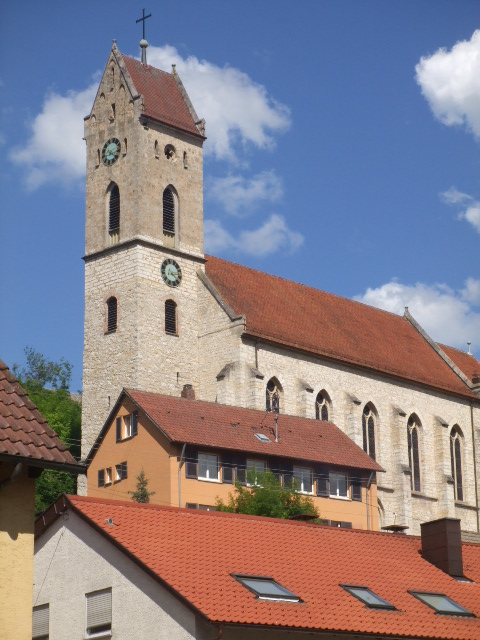
Pfarrkirche St. Nikolaus in Veringenstadt

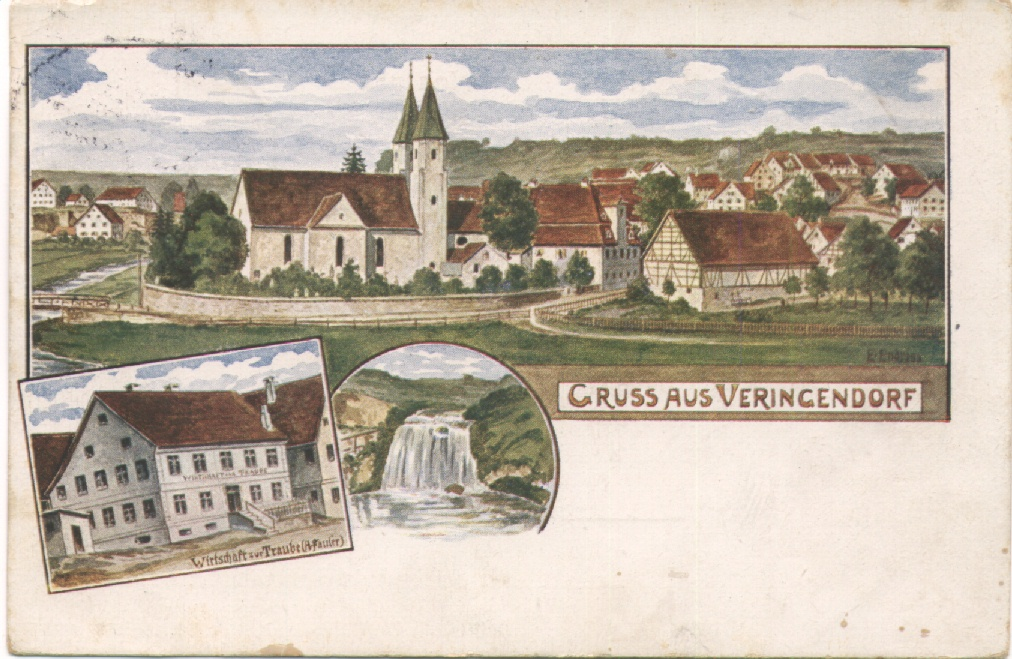
Postkarte mit St. Michaelskirche in Veringendorf, 1914

Bereits in vor- und frühgeschichtlicher Zeit war das Gebiet der heutigen Gemeinde Veringenstadt besiedelt. In den Höhlen von Veringenstadt wurden zwischen 1934 und 1948 bei Ausgrabungen von Eduard Peters einzigartige Funde aus der Zeit des Neandertalers vor etwa 50.000 Jahren entdeckt: Faustkeile in der Göpfelsteinhöhle und in der Nikolaushöhle Steinwerkzeuge und Tierknochen des Magdalénien (18.000 bis 12.000 v. Chr.).
Die Ansiedlung Veringen wurde schon um das Jahr 786 erstmals urkundlich erwähnt. Es leitet seinen Namen von einem gewissen „Fara“ oder „Faro“ ab, hieß also früher wohl „Faringa“, um 1130 Veringin, später immer Veringen.
Die Grafen von Veringen waren eine der begütertsten und angesehensten Dynastenfamilien des 11. und 12. Jahrhunderts im süddeutschen Raum (Vgl. Liste der Besitzungen der Grafen von Veringen). Sie waren Nachfahren der Grafen von Altshausen, Gaugrafen im Eritgau im nördlichen Oberschwaben, errichteten in der Nähe des Dorfes Veringen (heute Veringendorf) die Burg Veringen und nannten sich fortan nach ihrem neuen Wohnsitz Veringen. Durch gezielte Ansiedlung von Bevölkerung aus den umliegenden Weilern gelang etwa um 1250 die Stadtgründung von Veringen (heute Veringenstadt). Rudolf von Habsburg verlieh dem Ort 1285 die Marktgerechtigkeit und erwarb die Grafschaft 1291. Seine Nachfolger verpfändeten die Grafschaft, und mit ihr ging Veringenstadt nur wenige Jahre später an die Veringer zurück. Graf Heinrich von Veringen verkaufte das Pfand 1344 und 1359 an die Württemberger Verwandten, die sie wiederum 1399 an den in Trochtelfingen residierenden Grafen Eberhard von Werdenberg verpfändeten. Im Jahre 1459, nach einer Heirat zwischen den beiden Familien, verzichtete Württemberg auf sämtliche Ansprüche, wodurch Graf Johann von Werdenberg zum direkten Pfandnehmer von Habsburg-Österreich avancierte. Christoph von Werdenberg verstarb 1534, ohne männliche Nachkommen zu hinterlassen. Österreich zog das Pfand sofort an sich, um es 1535 dem Grafen Karl I. von Zollern zu Lehen zu geben. Bei der zollerischen Erbteilung 1576 kam die Grafschaft Veringen zur Sigmaringer Linie. Die österreichische Lehnshoheit endete erst mit der Auflösung des Heiligen Römischen Reiches 1806.
Nach dem Dreißigjährigen Krieg (1618–1648) wurden um das Jahr 1650 Bauernfamilien aus Tirol für Veringenstadt angeworben und hier angesiedelt. Heute noch heißt ein Viertel des Lauchertstädtchens „Tirol“. Eine sehr strenge Selektion wurde aufgrund der Konfessionszugehörigkeit getroffen. Um das Jahr 1750 gab es kaum genug zum Essen, und so wanderten viele Familien in die östlichen Provinzen des Habsburger-Reiches ab, und zwar ins Donaubecken, nach Ungarn und in das Banat, und nach Russland aus. Weitere 100 Jahre später kam es zu einer weiteren Auswanderungswelle. 1827 bis 1925 gehörte Veringenstadt zum Oberamt Gammertingen. 1850 wurde es als Teil des Fürstentums Hohenzollern-Sigmaringen preußisch und gehörte in die Provinz Hohenzollernsche Lande. Die Hungersnot und die Angst vor dem preußischen Militärdienst im fernen Koblenz trieb die jungen Männer nach Amerika. Im 18. und 19. Jahrhundert wurden mittels Schacht- und Stollenanlagen Bohnerze, eisenhaltige Verwitterungsprodukte des Jurakalks, abgebaut.
Seit 1927 gehört die Gemeinde zum Landkreis Sigmaringen, seit 1945 zu Württemberg-Hohenzollern, das 1952 in Baden-Württemberg aufging. Nach dem Zweiten Weltkrieg hat sich die Einwohnerzahl von Veringenstadt in den 1950er Jahren unter dem damaligen Bürgermeister Stefan Fink durch die Aufnahme von Heimatvertriebenen nahezu verdoppelt und brachte einen enormen Aufschwung für die Stadt. Keine andere Gemeinde in Baden-Württemberg nahm mehr Aussiedler, Flüchtlinge und Vertriebene aus den Ostgebieten auf.
Ab 1956 kamen Gastarbeiter aus Italien nach Veringenstadt. Diese Entwicklung hielt in den 1960er und 1970er Jahren an. Das soziale und konfessionelle Bevölkerungsgefüge veränderte sich durch Zustrom und die Eingliederung der Heimatvertriebenen, so dass Veringenstadts Einwohnerstruktur, Kultur- und Vereinsleben in besonderer Weise von den „Flüchtlingen“ geprägt worden sind.
Am 1. Februar 1972 wurde Hermentingen eingemeindet. Die Eingemeindung von Veringendorf erfolgte am 1. Januar 1975.

## Politik

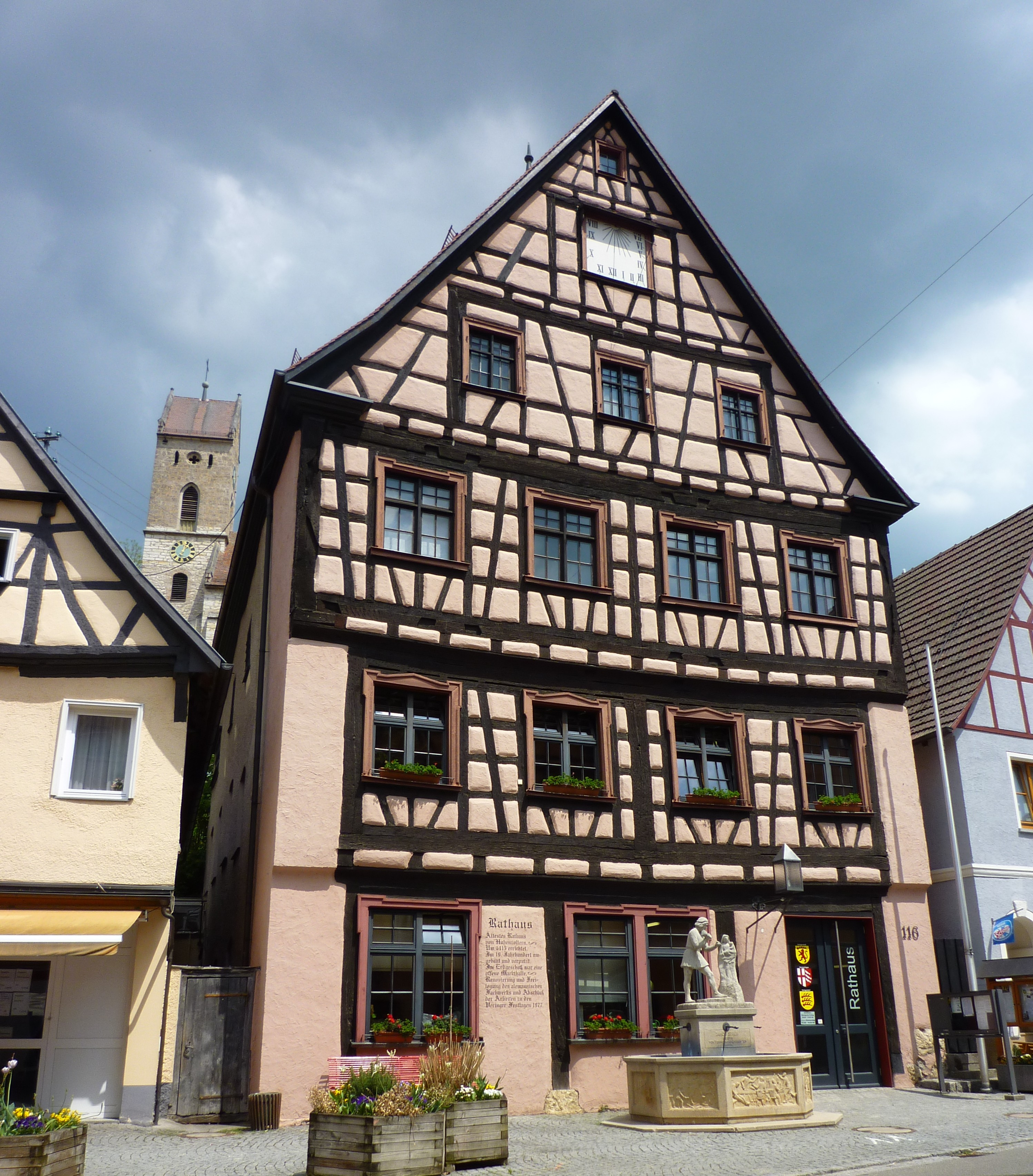
Ältestes Rathaus von Hohenzollern, erbaut um 1415

### Gemeinderat
Der Gemeinderat von Veringenstadt umfasst derzeit 13 gewählte ehrenamtliche Mitglieder, deren Amtszeit fünf Jahre beträgt, sowie den Bürgermeister als ebenfalls stimmberechtigten Vorsitzenden. Er wird nach dem Verfahren der unechten Teilortswahl gewählt, das den einzelnen Ortsteilen von Veringenstadt jeweils eine bestimmte Anzahl an Vertretern im Gemeinderat garantiert: So sind für die Kernstadt neun, für den Ortsteil Veringendorf drei und für den Ortsteil Hermentingen ein Sitz vorgesehen. Durch Ausgleichsmandate kann sich die Gesamtzahl an Sitzen jedoch verändern. Bei der letzten Wahl am 9. Juni 2024 traten zwei Gruppierungen an: Die Freie Liste erhielt mit 51,2 Prozent der Stimmen insgesamt sieben Sitze, die Unabhängige Liste mit 48,9 Prozent der Stimmen sechs Sitze. Bei der vorletzten Wahl 2019 hatte die Freie Liste noch 13 Mandate und die Unabhängige Liste ein Mandat erhalten. Die Wahlbeteiligung betrug 66,7 Prozent (2019: 64,2 Prozent, 2014: 59,0 Prozent). Vier der gewählten Mitglieder sind Frauen (2019: fünf; 2014: zwei).
Darüber hinaus besteht in den Ortsteilen Veringendorf und Hermentingen jeweils ein eigener Ortschaftsrat.

### Bürgermeister
Bürgermeister ist seit dem 1. April 2022 Maik Rautenberg. Am 30. Januar 2022 wurde er im ersten Wahlgang mit 67,5 Prozent der Stimmen zum Bürgermeister gewählt. Zuvor amtierte vom 17. März 2003 bis zum 31. März 2022 Armin Christ als Bürgermeister. Er wurde erstmals am 22. Dezember 2002 gewählt und löste Herbert Krapf ab, der dieses Amt 24 Jahre lang bis zu seinem Ruhestand bekleidet hatte. Am 19. Dezember 2010 wurde Christ mit bei einer Wahlbeteiligung von 42,34 Prozent wiedergewählt und am 14. März 2011 auf die zweite Amtszeit verpflichtet. 2018 wurde er mit 81,26 Prozent bei einer Wahlbeteiligung von 55,3 Prozent für eine dritte Amtszeit wiedergewählt. Im Oktober 2021 kündigte Christ an, sein Amt Ende März 2022 vorzeitig niederzulegen.
- 1945–1966: Stefan Fink (CDU)
- 1966–1978: Harald Müller
- 1978–2002: Herbert Krapf (CDU)
- 2003–2022: Armin Christ (CDU)
- seit 2022: Maik Rautenberg

Bürgermeister seit der Stadtgründung um 1250: Liste der Bürgermeister von Veringenstadt

### Ortsvorsteher
Zu Ortsvorstehern sind in Veringendorf Michael Witte und in Hermentingen Peter Knaus bestellt.

### Wappen
| Wappen von Veringenstadt | Blasonierung: „In Gold unter einer liegenden roten Hirschstange ein roter Löwe.“ |
| Wappen von Veringenstadt | Wappenbegründung: Der Löwe entstammt dem Habsburger Wappen, die Hirschstange ist abgeleitet vom Wappen und Siegel der Grafen von Veringen. Bereits 1320 wird der Löwen und die Hirschstange als Stadtwappen verwendet. Offiziell wurde das Wappen 1947 bewilligt. |

### Städtepartnerschaft
Veringenstadt pflegt seit 2012 eine Partnerschaft mit der Stadt Zwettl an der Rodl in Österreich.

## Kultur und Sehenswürdigkeiten

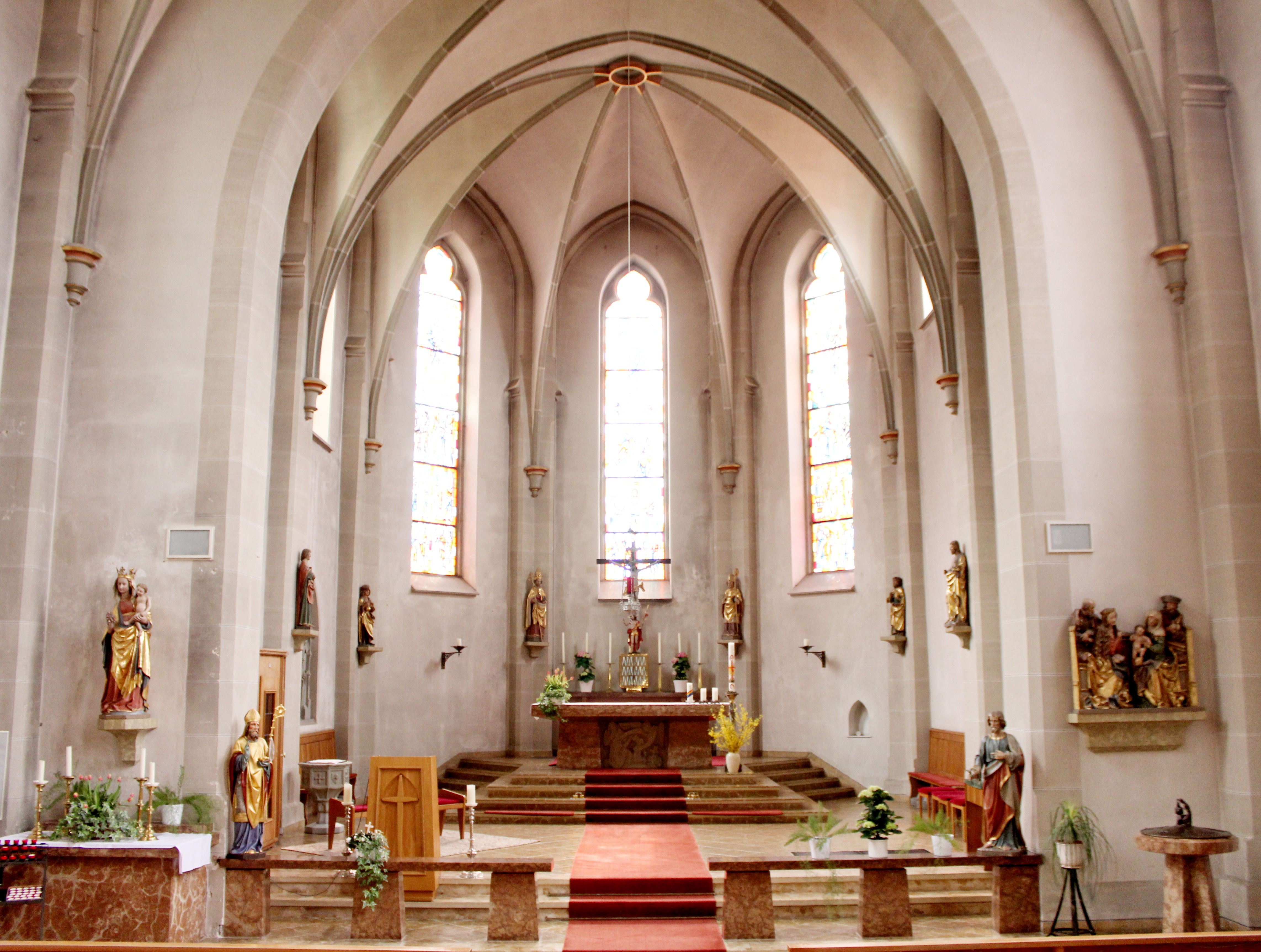
Innenansicht der St.-Nikolaus-Kirche

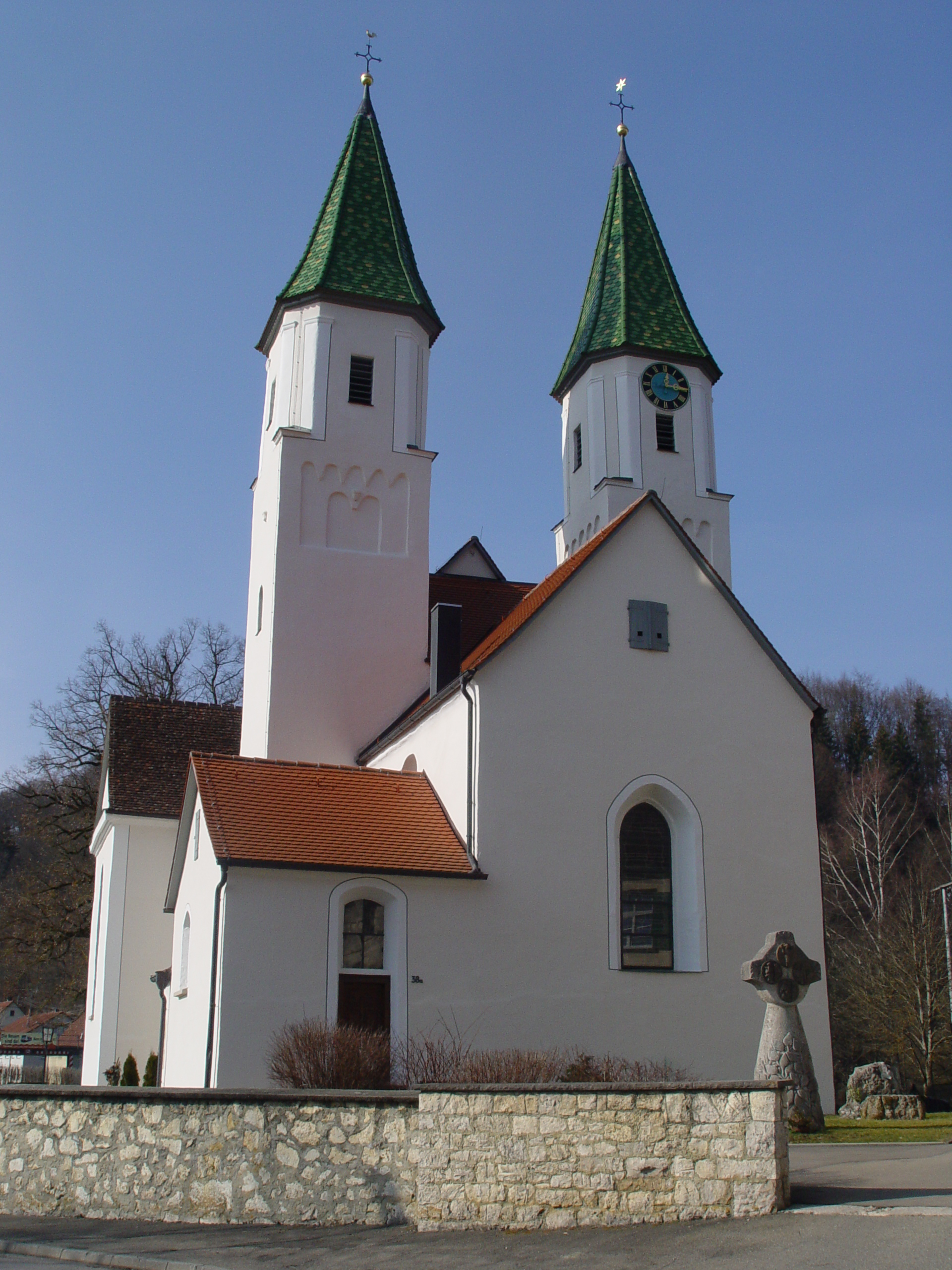
St.-Michaels-Kirche in Veringendorf

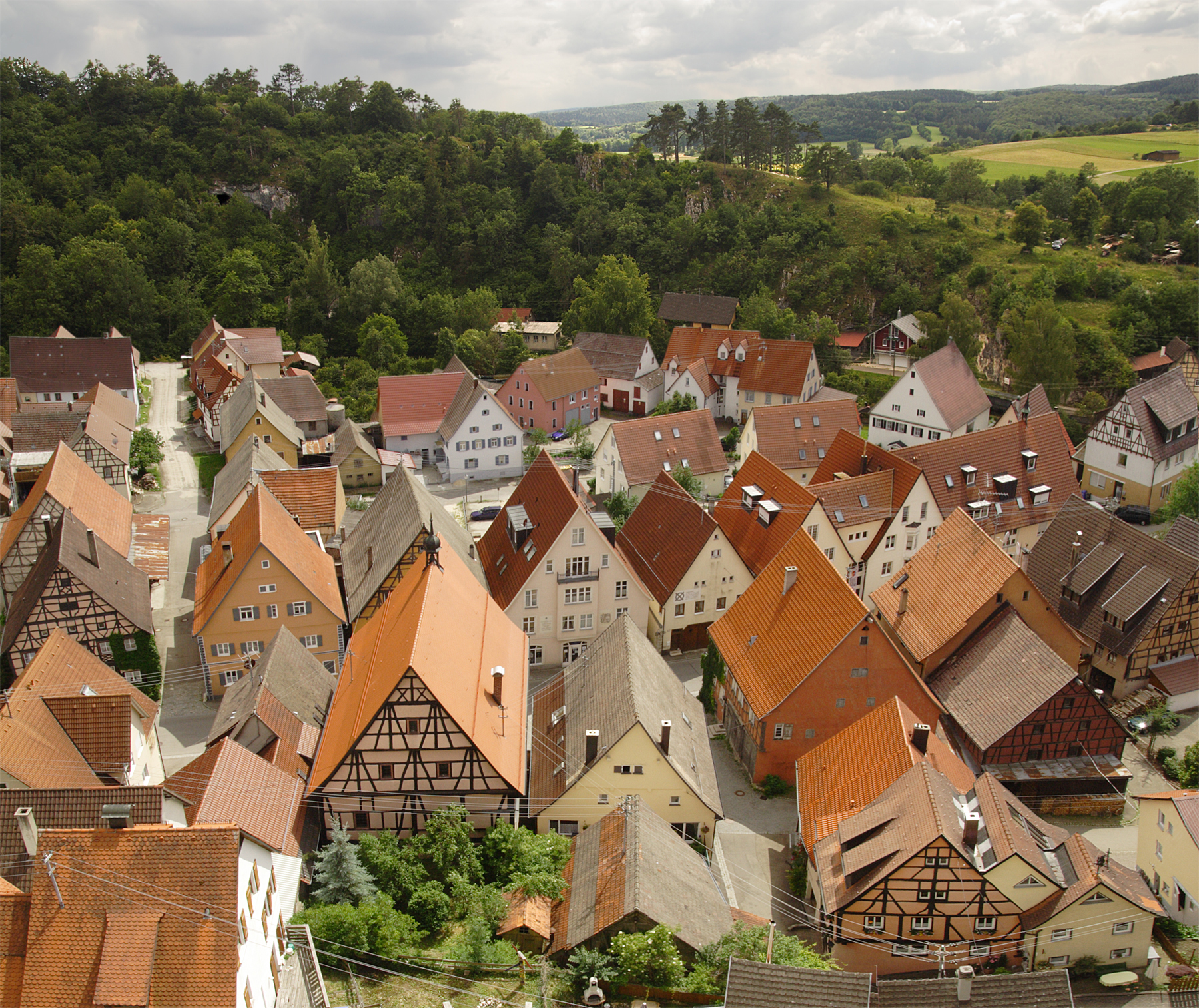
Historische Altstadt auf dem Gleithang des Flussbogens der Lauchert. Vorne: Grundsaniertes, aktuelles Fachwerk-Rathaus

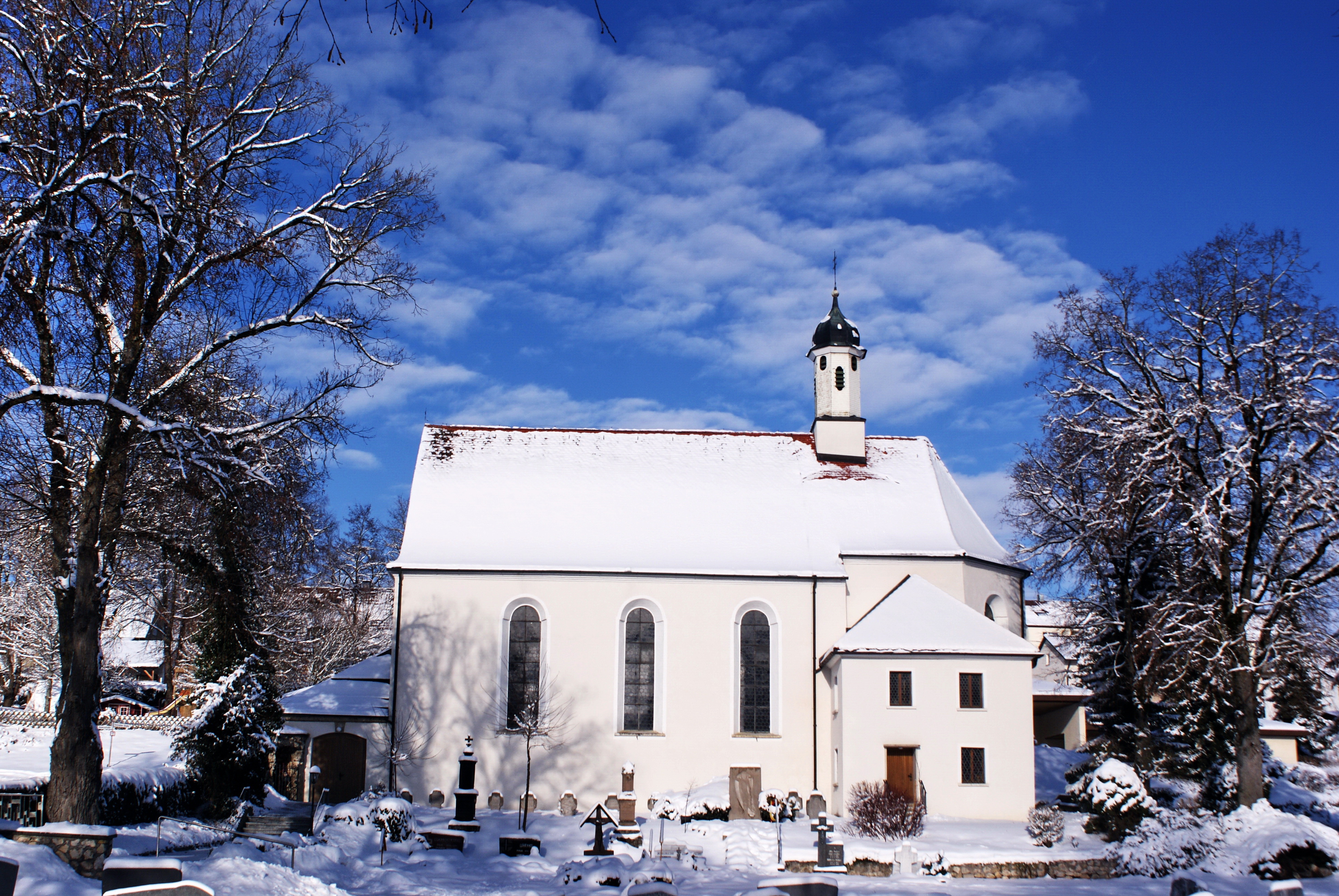
Wallfahrtskirche Maria Deutstetten in Veringenstadt

Veringenstadt liegt an der Hohenzollernstraße, am „Hohenzollerischen Jakobsweg“ und ist Teil der Ferienregion „Im Tal der Lauchert“.

### Museen
- Das Heimatmuseum Veringenstadt befindet sich im Obergeschoss des Rathauses 1415 (ältestes Rathaus von Hohenzollern). Kernpunkte der Ausstellung sind prähistorische Funde der Früh- und Altsteinzeit, das „Hexenhemd von Veringenstadt“ der Bader-Ann, die das letzte Opfer der Hexenverfolgung in Veringenstadt war und am 8. Juni 1680 hingerichtet wurde, sowie Ausstellungsstücke der Alamannen, des Mittelalters und des Zunftwesens bis zu Gebrauchsgegenständen des 19. Jahrhunderts.
- Strübhaus – Haus der Malkunst, um 1500 erbaut: ehemaliges Wohnhaus und Werkstatt der Malerfamilie Strüb „Meister von Veringen“. Das Gebäude am Kirchberg ist heute ein Museum mittelalterlicher Malkunst.
- In der ehemaligen Mühle, die es seit Jahrhunderten an dieser Stelle gibt, wurde ein privates Wohnmuseum geschaffen. Aus der Zeit um 1250 stammt der erste schriftliche Beleg einer Mühle in Veringenstadt. Die Mühle war gebannt, was bedeutet, dass die Bürger der Mühle verpflichtend zugewiesen wurden, um ihr Korn mahlen zu lassen. Während des Dreißigjährigen Krieges wurde die Herrschaftsmühle zur Stadtmühle und speziell in Veringenstadt im Jahr 1711 zur Spitalsmühle, dann im Jahr 1841 zur Privatmühle. Die erste Veringenstädter private Müllersfamilie hieß Endris. Als dann Maria Endris einen Schmied heiratete, ging die Mühle auf diesen Namen über. In dem historischen Gebäude wurde bis zu Beginn des vergangenen Jahrhunderts im unteren Bereich das Korn gemahlen und oben gewohnt. 1901 entstand die Wohnung neben der Mühle, und die Mühle selbst, für die nun vier Stockwerke zur Verfügung standen, konnte modernisiert werden. Bis 1924 lieferte das Wasserwerk auch den Strom für Veringenstadt. Ende der 1960er Jahre wurde der Mühlenbetrieb hier eingestellt, und 1968 verkaufte Müller Schmid das markanteste Zeichen der Veringenstädter Mühle, das Mühlrad. Da sich kein Käufer für die Mühle fand, wurde sie aufwändig renoviert. Die verbliebenen Maschinen, Säcke, Siebe, Messgefäße, Fotos und Dokumente bilden nun den Grundstock für das kleine Mühlenmuseum, das Jutta Schmid-Glöckler mit ihrer Familie hier eingerichtet hat.[23]

### Bauwerke
Veringenstadt ist geprägt durch einen mittelalterlichen Kern mit den Fachwerkhäusern ehemals bäuerlich betriebener Gehöfte und handwerklicher Betriebe, die Burg Veringen und sakrale Bauwerke:
- Die Stadtpfarrkirche St. Nikolaus geht auf mehrere Vorgängerbauten bis auf das Jahr 1316 zurück. Von den Anfängen zeugt der untere Turmschaft mit einem romanischen Eingangsportal und Taufstein. Das Langhaus, der Chor und der obere Teil des Glockenturmes entstanden 1862–1871. In der Kirche sind bedeutende gotische und barocke Schnitzwerke zu sehen: Künstlerfamilie Strüb, Niklaus Weckmann, Jörg Syrlin d. J. Die Chorfenster sind ein Werk des bekannten Ulmer Glasmalers Wilhelm Geyer. (Kirchenführer St. Nikolaus)
- Die Wallfahrtskirche Maria Deutstetten ist zugleich Friedhofskapelle. Die Kirche wurde 1753 eingeweiht. An gleicher Stelle stand bereits vorher eine Kirche. Die ursprüngliche Pfarrei Deutstetten ist bis in das Jahr 1241 nachweisbar. Die Pietà stammt aus dem Jahre 1417/1429, die Ausstattung aus dem 18. Jahrhundert. Auf dem Vorplatz der Wallfahrtskapelle stehen mehrere Denkmale für die Opfer von Kriegen, hierzu siehe: Kriegerdenkmale in Veringenstadt
- Das Rathaus von Veringenstadt wurde um 1415[A 1] errichtet und ist auch heute noch Sitz der Stadtverwaltung. Es ist somit das älteste Rathaus Hohenzollerns mit kontinuierlicher kommunaler Nutzung. Das Gebäude wurde im 19. Jahrhundert umgebaut und verputzt. Im Erdgeschoss war früher eine offene Markthalle. Im oberen Geschoss befand sich die Getreidehalle. Die Renovierung und Freilegung des alemannischen Fachwerks fanden ihren Abschluss zu den Veringer Festtagen 1977.[24] Alle Geschosse werden von spätgotischen Holzsäulen durchzogen, die bei der Grundsanierung des Gebäudes um das Jahr 2000 sichtbar gemacht wurden.[25] Vor dem Rathaus steht der Rathausbrunnen; er ist Jakob Strüb gewidmet.
- Die frei zugängliche Burgruine Veringen war vermutlich eine Gründung von Graf Marquard von Veringen um das Jahr 1100/30 auf dem so genannten „Schlossberg“, einem Felssporn hinter der Pfarrkirche. Sie war im Besitz der Grafen von Veringen, dem Haus Württemberg und der Fürsten von Hohenzollern-Sigmaringen. Teile von Außen- und Innenturm sind noch erhalten. Die Burg weist Kleinquader- und Buckelquadermauerwerk auf.
- Neben der Burgruine befindet sich die Peterskapelle aus dem 10. oder 11. Jahrhundert mit Fresken aus dem Jahre 1515 von Peter Strüb dem Jüngeren aus Veringenstadt, auch Meister von Sigmaringen genannt. Das Kruzifix stammt aus dem 15. Jahrhundert.
- Die Neandertaler-Skulptur auf der unteren Lauchertbrücke wurde 1965 von Eduard Raach-Döttinger aus Eningen-Achalm aus einem mächtigen Muschelkalkblock geschaffen. Als Vorlage diente eine plastischen Rekonstruktion von Adolf Rieth, Tübingen.
- Die Kirche St. Gallus im Ortsteil Hermentingen stammt aus dem 14. Jahrhundert. Umgebaut wurde sie im 17. Jahrhundert. Die Wandfresken datieren ins 15. Jahrhundert. Der ländliche Altar mit Knorpelschnitzereien ist vom Schreiner und Altarbauer Baltus Widmann aus Hettingen.
- Die Kirche St. Michael im Ortsteil Veringendorf ist die älteste Kirche Hohenzollerns. Ihr Chor und die romanische Doppelturmanlage rühren ursprünglich aus einer Zeit um 1000.[26] Ursprünglich handelte es sich um eine dreischiffige romanische Basilika mit Chor und Türmen.[27] Die Fresken im Chor entstanden um 1320.[28] Die Kirche wurde 1400 erweitert, das Schiff stammt aus dem Jahr 1732.[29]
- Neben der Kirche steht das historische Pfarrhaus von Veringendorf, ein aufwändiger Bau aus dem Jahre 1739, in dem unter anderem Franz Xaver Dieringer als Pfarrer wohnte.[30]
- Das Pesttürmchen von Veringendorf erinnert an eine schreckliche Zeit.[31]
- Elektrizitätswerk (Gebr. Haux 1902) in Veringendorf[32]
- Das Wasserwerk Hermentingen bereitet das Wasser der Gallusquelle, der größten Karstquelle Hohenzollerns, zu Trinkwasser auf.[33]
- Elternhaus von Kardinal Karl Lehmann
- Eine 1989 geschaffene Bronzeplastik der Künstlerin Monika Geiselhart erinnert an die Begrüßung und Aufnahme von Heimatvertriebenen in Veringenstadt mit den Wappen der Herkunftsländern.[34]
- Das historische Veringendorfer Bahnhofsgebäude stammte aus der Erbauungszeit der Bahnlinie (um 1910) der Hohenzollerischen Landesbahn und wurde trotz Denkmalschutz Anfang des Jahres 2011 abgerissen.[35]
- Rund 1,9 Kilometer westlich von Veringendorf, im Gemeindewald Abt. 26 Rosswang, befindet sich ein Kleindenkmal.[36]

### Naturdenkmale
In Veringenstadt gibt es insgesamt 15 als Naturdenkmal geschützte Objekte: Liste der Naturdenkmale in Veringenstadt

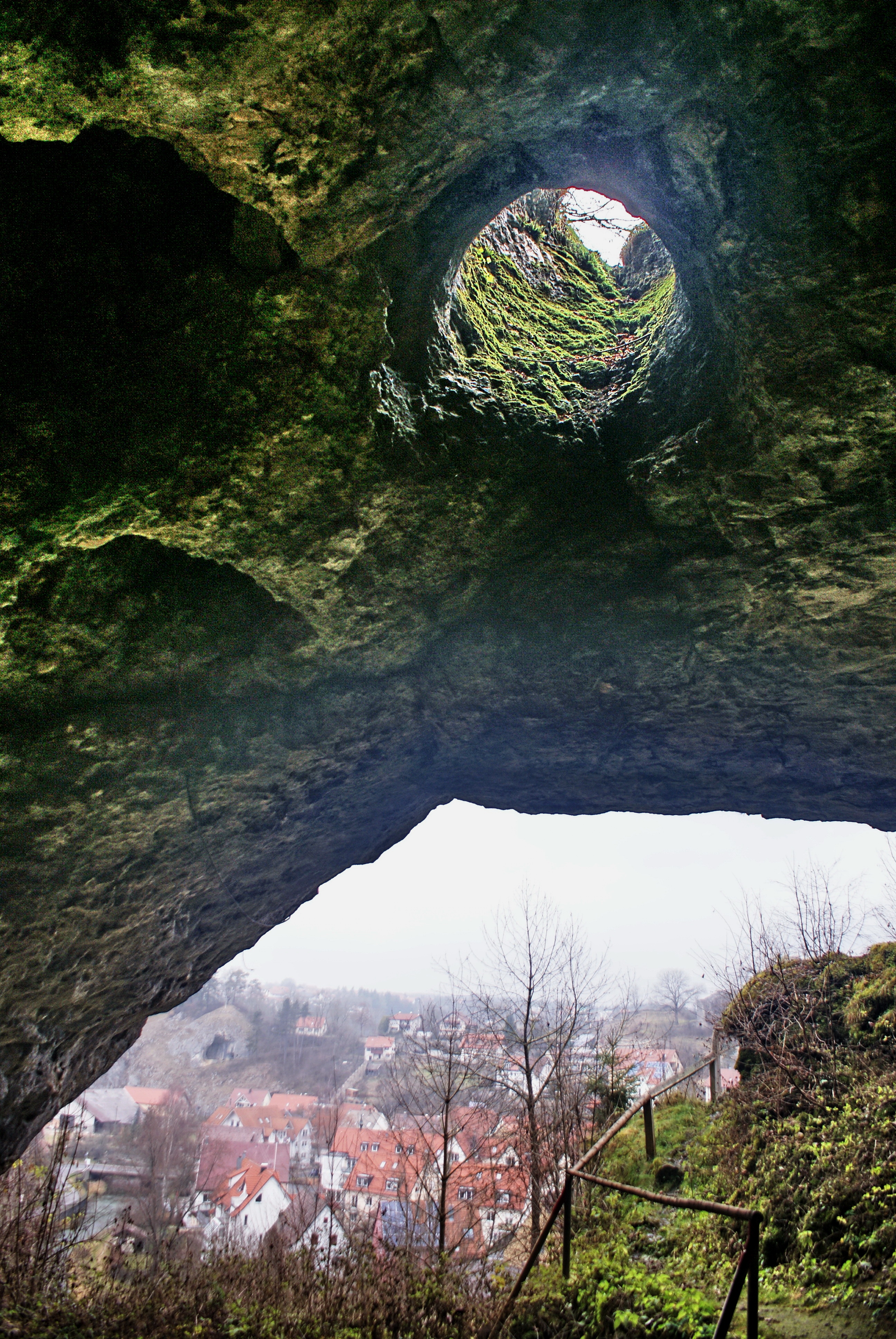
Blick aus der Nikolaushöhle auf die Göpfelsteinhöhle und Veringenstadt

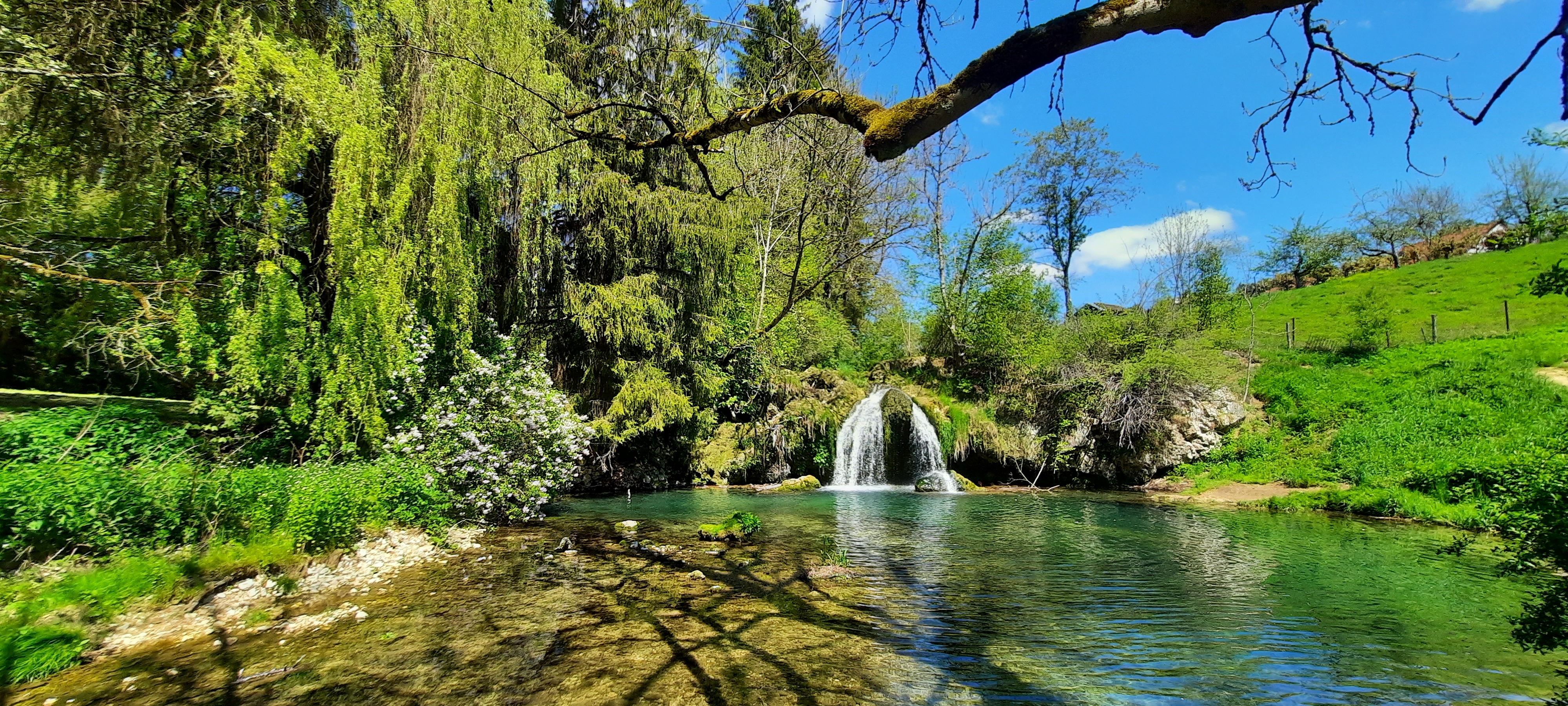
Wasserfall Gieß der Lauchert in Veringendorf

- Von den 34 Höhlen[37] sind besonders erwähnenswert: Göpfelsteinhöhle, Nikolaushöhle, Hagentorhöhle, Mühlberghöhle, Anna-Kapellen-Höhle. Zahlreiche Funde in diesen Höhlen, die auf den Zeitraum 100.000 bis 60.000 v. Chr. datiert werden konnten, dokumentieren das Leben zu jener Zeit. Sie dienten dem Neandertaler im Tal der Lauchert als Wohnraum und Winterquartier. Im Jahre 2004 wurde in der Mühlberghöhle ein Höhleninformationszentrum eingerichtet, das umfassende Informationen über die Höhlen in Veringenstadt enthält.

- Der Wasserfall Gieß in Veringendorf war nach der Wassermenge und der Höhe der Kalktuffbarre der größte Wasserfall der Schwäbischen Alb. Seit dem Bau eines Elektrizitätswerkes in den 1920er Jahren wird dem Wasserfall ein erheblicher Teil des Wassers entzogen.
- Die Gallusquelle am Ortsende von Hermentingen ist die größte Quelle Hohenzollerns. Die Austrittsstelle liegt im Kreuzungsbereich geologischer Störungssysteme (Lauchertgraben und Hohenzollerngraben). Sie hat ein unterirdisches Einzugsgebiet von 45 Quadratkilometern und tritt in den eiszeitlichen Talablagerungen aus. Im unmittelbar neben der heutigen Quellfassung gelegenen ehemaligen Backhäuschen hat die Landesanstalt für Umweltschutz eine Messapparatur zur Bestimmung der Rohwassergüte untergebracht. Knapp 50.000 Menschen versorgt diese Quelle mit Trinkwasser.[38]
- Direkt im Altstadtbereich verläuft der Ufer-Lehrpfad „Lebendige Lauchert“ mit vielen Informationen rund um den Fluss Lauchert sowie über seine Pflanzen- und Tierwelt.
- Südöstlich von Veringenstadt liegt der im Wald gelegene heimatgeschichtliche Rundweg. Seine Stationen zeigen den Bohnerzabbau in Erzgruben, ein Schwammriff und eine alte Siedlungsstätte.
- Das Landschaftsschutzgebiet Büttnau mit dem Felixfelsen liegt südwestlich von Veringenstadt.
- Vom Naturbeobachtungsturm bei Hermentingen besteht eine gute Aussicht auf das Biotop Buchwiesen.

### Sagen
Die Sage vom Soldaten mit dem gespaltenen Kopf: das Wuotis-Heer in Veringen im Jahre 1550.
Sage vom Göpfelstein, der an Karfreitag an die Lauchert geht.

### Vereine
In Veringenstadt gibt es insgesamt mehr als 30 Vereine, wobei der TSV mit derzeit 450 Mitgliedern der größte ist (Stand: 15. Januar 2011).

### Regelmäßige Veranstaltungen
Nach alter Tradition endet nach dem ersten Sonntag nach Aschermittwoch die Fasnet, und die Fastenzeit beginnt. Die Kräuterhexen aus Veringenstadt nehmen dies alljährlich zum Anlass, den Winter mit einem Funkenfeuer auszutreiben. Hierzu werden eingesammelte Christbäume beim Kalkofen zu einem Turm aufgeschichtet und angezündet.

## Wirtschaft und Infrastruktur

### Verkehr

#### Bahn- und Busverkehr

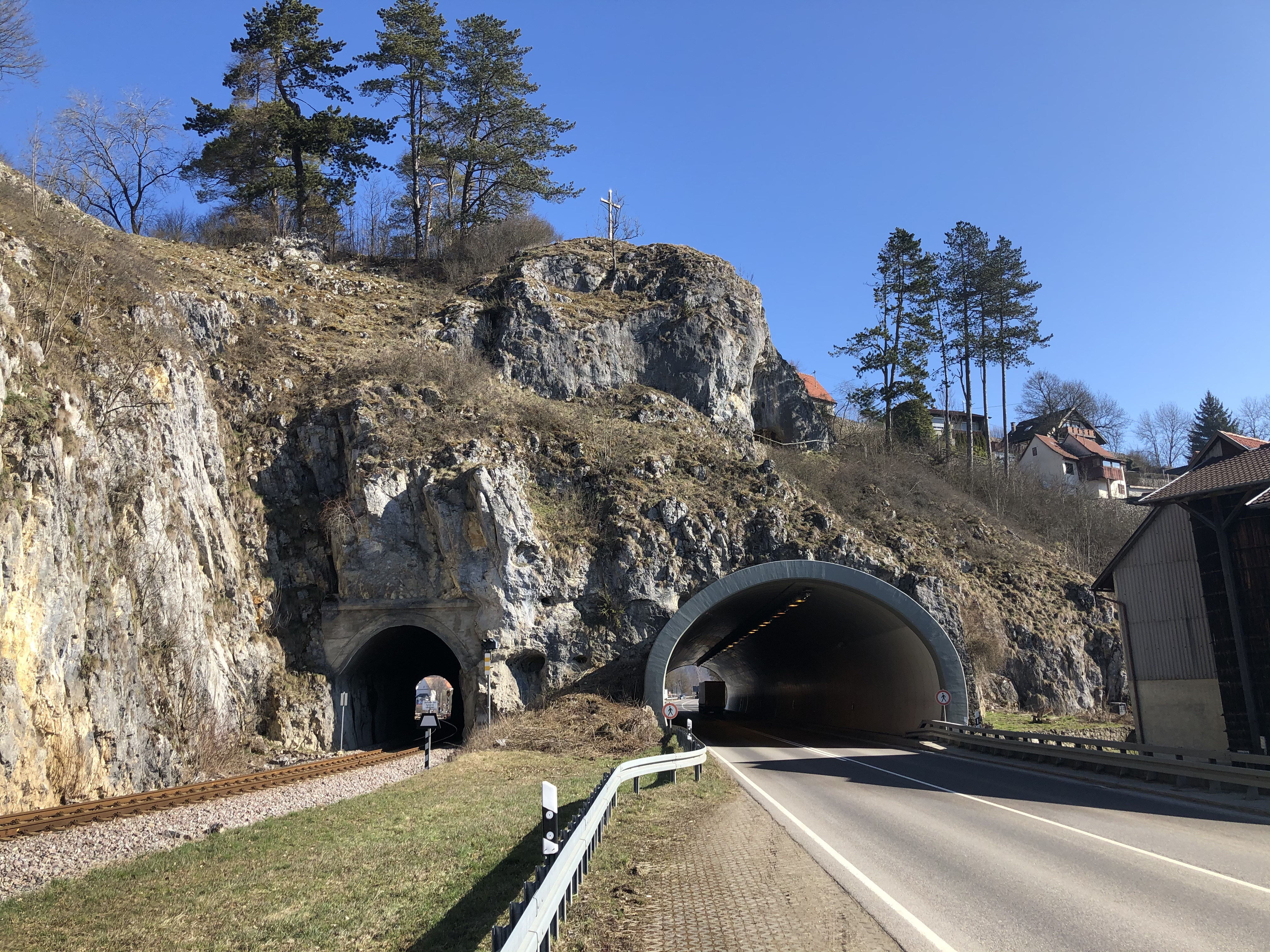
Tunnels für Bahn und Bundesstraße entlasten die Stadt

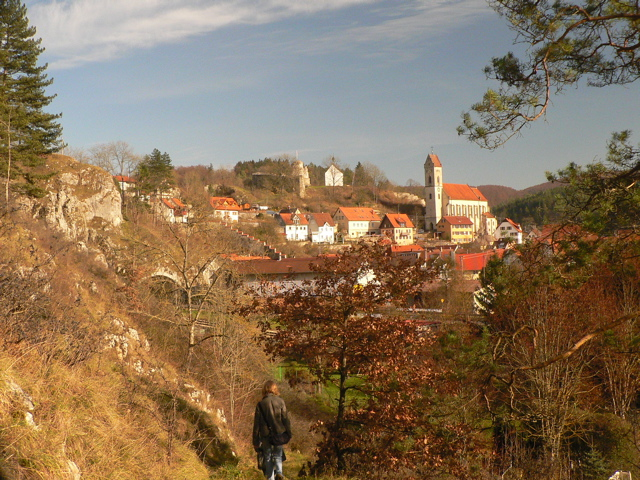
Wanderweg nach Veringenstadt

Die Laucherttalgemeinden Veringenstadt und Veringendorf wurden durch Errichtung der Bahnstrecke Kleinengstingen–Sigmaringen für den überregionalen Verkehr erschlossen. Da das Tal schmal und der Anstieg steil sind, wurde der Göpfelstein (48° 11′ N, 9° 13′ O) bei Veringenstadt getunnelt. Der 91 Meter lange Eisenbahntunnel wurde durch italienische Spezialisten gebaut. Der erste Zug passierte den Veringen-Tunnel an Weihnachten 1907; 1908 wurde die Strecke eröffnet.
Der Öffentliche Nahverkehr wird durch den Verkehrsverbund Neckar-Alb-Donau (NALDO) gewährleistet. Die Gemeinde befindet sich in der Wabe 442.

#### Bundesstraße
Die Bundesstraße 32 führte ursprünglich durch die Veringenstädter Ortsmitte. Zur Entlastung der Stadt gab es etwa seit 1965 die Idee eines Tunnels. Zwischen 1975 und 1980 wurde dann parallel zum Eisenbahntunnel ein Autotunnel gebaut. Heute passieren täglich rund 5000 Fahrzeuge den Schlossbergtunnel, der hier auch den Verkehr der Bundesstraße 313 aufnimmt. 2011 gab es umfangreiche Sanierungsmaßnahmen, der Tunnel wurde auf seine Statik hin überprüft und mit modernen Sicherungseinrichtungen ausgerüstet.

#### Radverkehr
Veringenstadt liegt am Hohenzollern-Radweg, einem Fernradweg, der vom Bodensee über die hohenzollerischen Städte Sigmaringen und Hechingen nach Weinstadt im Rems-Murr-Kreis führt. Dabei verläuft er vom Sigmaringer Ortsteil Jungnau über Veringendorf nach Veringenstadt und weiter über Hermentingen und Hettingen nach Gammertingen.

#### Fernwanderweg
Die Stadt ist Zwischenziel der Via Beuronensis, einem Abschnitt des Jakobswegs nach Spanien.

### Ansässige Unternehmen
Die SchwörerHaus KG unterhält in Veringenstadt ein Werk zur Fertigung von Kastell-Massivhäusern, Decken, Beton-Fertigteilen, Schornsteinen und VARIAX-Spannbeton-Hohldecken.

### Bildung
Im Kernort Veringenstadt gibt es eine Grundschule. Vom Schuljahr 2010/11 bis zum Schuljahr 2017/18 besaß der Kernort darüber hinaus eine Außenstelle der Werkrealschule Gammertingen. Das Schulhaus der Alb-Lauchert-Schule in Veringenstadt wurde 1953 gebaut. In Veringenstadt gibt es eine Tagesstätte mit Ganztagesbetreuung, in Veringendorf einen Kindergarten, der auch Kinder unter drei Jahren aufnimmt.

## Persönlichkeiten

### Ehrenbürger
- Rudolf von Sydow (1805–1872), Wirklicher Geheimer Rat und Regierungspräsident der Hohenzollernschen Lande. Er erhielt im Jahre 1895 das Ehrenbürgerrecht von Veringenstadt.[42]
- C. F. Holder, Unternehmer aus Metzingen, besaß mehr als 24 Jahre einen Zweitwohnsitz in Veringenstadt. Sein Ferienhaus lag direkt neben der Burgruine. Er zeigte sich der Stadt und dem Turnverein gegenüber immer wieder sehr großzügig.[43][44] Anlässlich seines 75. Geburtstages wurde er am 17. November 1936 zum Ehrenbürger ernannt.[45]
- Adolf Rösch (1869–1962), Theologe und promovierter Jurist, studierte in Freiburg und Eichstätt, 1932 zum Generalvikar im Bistum Freiburg berufen, vorher Landtagsabgeordneter. Er erhielt am 2. Januar 1933 das Ehrenbürgerrecht.[46][47] Biographie, Publikationsliste und Literaturliste zur Person
- Ildefons Deigendesch (1880–1953), geboren in Veringenstadt, Pater, Missionar der Abtei St. Andrè in Belgien, wurde 1932 zum Generalvikar von Rio Branco Brasilien ernannt. Er erhielt am 2. Januar 1933 das Ehrenbürgerrecht.[48]
- Stefan Fink (1908–2000), Bürgermeister von 1945 bis 1966 und Unternehmer. Träger des Bundesverdienstkreuzes am Bande.
- Herbert Krapf (1941–2022), Bürgermeister 1978–2002.
- Erwin Zillenbiller (* 1925), Honorarprofessor an der Universität Stuttgart in der Fakultät Architektur und Stadtplanung mit Doktorwürde, Autor und Leiter des Strübhauses, Träger des Bundesverdienstkreuzes am Bande und der Verdienstmedaille des Landes Baden-Württemberg. Er erhielt 1977 das Ehrenbürgerrecht.

### Söhne und Töchter der Stadt
- Graf Heinrich II. von Veringen († 1223), Bischof von Straßburg in den bewegenden Jahren 1202 bis 1223. Er baute erstmals im damaligen Reich eine Kirche zum Stil der Gotik um.[47]
- Gräfin Anna von Veringen, Äbtissin im Kloster Wald um 1300[47]
- Gräfin Mechthilde von Veringen, Äbtissin im Kloster Heiligkreuztal urkundlich von 1318 bis 1336[47]
- Simon Grynaeus (1493–1541), Bürgersohn aus Veringendorf, deutscher Reformator und Humanist, Professor für Griechisch und Latein in Heidelberg, später für Theologie in Basel (Rektor der Universität Basel). Mit Melanchthon und Erasmus von Rotterdam war er eng befreundet. Er unterstützte Herzog Ulrich bei der Einführung der Reformation in Württemberg.[47]
- Johann Donfrid (1585–1650), Kantor, Sammler und Herausgeber geistlicher Musik.
- Egid Hochstein (1720–1769), Maler und Bildhauer. Nach seinen Lehrjahren gründete er 1754 eine Werkstatt in Veringenstadt[49]
- Nikolaus Allgaier (1800–1880), Steindrucker. Er gründete in Veringenstadt die „Lithographische Anstalt Nikolaus Allgaier“. Der ebenfalls aus Veringenstadt stammende Lithograph Alfred Dobler (1799–1879) schloss sich mit Nikolaus Allgaier zusammen.[50]
- Franz Saurer (1806–1882), Unternehmer, geboren in Veringendorf
- Adolf Rösch (1869–1962), römisch-katholischer Geistlicher, Jurist und Generalvikar der Erzdiözese Freiburg, geboren in Veringenstadt
- Gustav Hebeisen (1875–1940), Historiker, Archivar und Bibliothekar
- Bruno Ewald Reiser (* 8. Oktober 1910), Journalist und Buchautor. Er war überwiegend als Journalist für den Südkurier in Hechingen tätig. Er verfasste unter anderem „Chronik der Stadt Hechingen“ Band 1 (1980) und „Ich denke oft an Hohenzollern. Erinnerungen eines Journalisten“ (1983).
- Herbert Burkarth (1924–2006), praktischer Arzt, lebte in seinen ersten Lebensjahren in Veringenstadt, später in Gammertingen. Seit 2001 Träger der Medaille „Für Verdienste um die Heimat Baden-Württemberg“ kurz: Heimatmedaille Baden-Württemberg.
- Rudi Reitinger (* ca. 1950), wuchs in Veringenstadt auf und war aktiv in der Jugendarbeit tätig. Er meldete sich 1994 zum Katastrophenhelfereinsatz in El Salvador und ist als Entwicklungshelfer dort geblieben. Für sein Engagement als Entwicklungshelfer beim Wiederaufbau von San Salvador wurde er Dezember 1995 von Bundespräsident Roman Herzog mit dem Bundesverdienstkreuz am Bande ausgezeichnet. Überreicht wurde die Auszeichnung durch den deutschen Botschafter in El Salvador, Dr. Gießen. 2005 erhielt er die Staufermedaille des Landes Baden-Württemberg für herausragendes Wirken um das Gemeinwohl. 2024 erhielt Rudi Reitinger das Bundesverdienstkreuz 1. Klasse.

### Persönlichkeiten mit Verbindungen zur Stadt

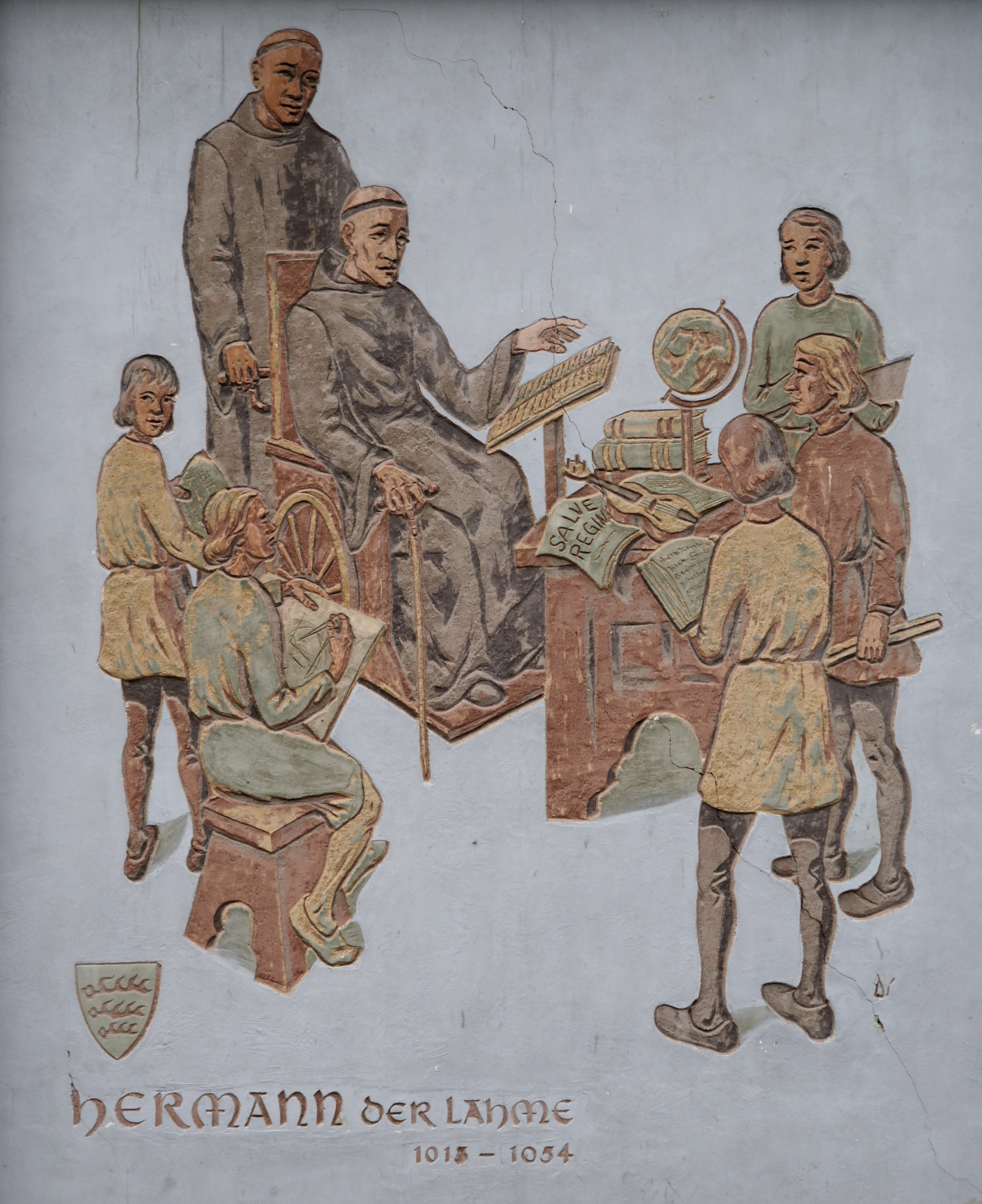
Sgraffito „Hermann der Lahme“ am Gemeindehaus Veringenstadt, vom Sigmaringer Kunstmaler Günther Dietrich 1954 geschaffen.

- Ulrich von Augsburg (890–973), Heiliger, war dem Kaiser Otto I. eng verbunden und sorgte für den Sieg in der Schlacht auf dem Lechfeld 955. Sein Neffe war der Urgroßvater von Hermannus Contractus[47]
- Hermann der Lahme (Hermannus Contractus) (1013–1054), Graf von Altshausen-Veringen, Mönch im Kloster Reichenau, gilt als das „Wunder der Reichenau“. Als Universalgelehrter widmete er sich der Theologie, Weltgeschichte, Mathematik, Astronomie und Musik. Sein Vater war Graf Wolfrad von Altshausen-Veringen. Bereits 1643 in Matthäus Merians: Topographia Sueviae ist die Verbundenheit der Stadt mit Hermann dem Lahmen nachweisbar.[51]
- Anna Kramerin (1619–1680; genannt „Bader-Ann“), wurde als „die Hexe von Veringen“ hingerichtet
- Joseph Sprißler (1795–1879), wuchs in Inneringen auf und studierte Theologie. Bereits im Priesterseminar zu Meersburg begeisterte er sich für Einheit, Recht und Freiheit wie auch für kirchliche Reformen. In den Jahren 1821 bis 1834 war er der erste selbstständige Pfarrer in Veringenstadt, das vorher zur Gemeinde Veringendorf gehörte. 1848 war er Abgeordneter in der Paulskirche zu Frankfurt. Wegen seiner politischen Aktivitäten verlor er schließlich sein Priesteramt.[47]
- Franz Xaver Dieringer (1811–1876), katholischer Theologe
- Thomas Geiselhart (1811–1891), war ab 1844 dritter Stadtpfarrer in Veringenstadt, Helfer beim großen Stadtbrand 1848 und beim Hochwasser 1849; in Sigmaringen gründete er mehrere soziale Vereine und wurde zum „Waisenvater von Hohenzollern“[47]
- Sebastian Locher (1825–1889), war ein bedeutender Lehrer und Heimatforscher im Gebiet der Hohenzollernschen Lande. Er legte die Grundlagen für die Erforschung der Grafen von Veringen.
- Eduard Peters (1869–1948), Oberpostrat, Prähistoriker
- Otto Kohler (1909–1984), katholischer Geistlicher. Während der NS-Diktatur hatte er einen jüdischen Flüchtling bei sich aufgenommen und vor den Nazis versteckt, wofür er im KZ-Dachau inhaftiert wurde. Otto Kohler wurde 1982 das Bundesverdienstkreuzes 1. Klasse als Auszeichnung für seine mutige Haltung während der NS-Diktatur verliehen.
- Karl Lehmann (1936–2018), Kardinal und Bischof von Mainz, von 1987 bis 2008 Vorsitzender der Deutschen Bischofskonferenz, wuchs in Veringenstadt auf und war aktiv in der Jugendarbeit tätig und leitete in seiner Jugend die Pfarrbücherei. 1964 feierte er seine Nachprimiz in Veringenstadt; der Primizaltar mit Fotos ist in der Bergschule ausgestellt.[47]